# Ošetřovatel
Ošetřovatel je nižší odborný zdravotnický pracovník. Pracuje pod odborným dohledem všeobecné sestry, praktické sestry, porodní asistentky, nebo radiologického asistenta a podílí se na poskytování základní ošetřovatelské péče a specializované ošetřovatelské péče v rámci ošetřovatelského procesu. V České republice je pracovní činnost ošetřovatele upravena zákonem č. 96/2004 a vyhláškou č. 424/2004 Sb., tyto předpisy jsou v souladu s právem Evropských společenství.

## Odlišení
Termínem všeobecný ošetřovatel se v ČR označuje osoba mužského pohlaví vykonávající povolání všeobecné sestry.

## Náplň práce
Ošetřovatel vykonává zejména tyto práce (podle § 34 vyhlášky 424/2004):
- provádí hygienickou péči u pacientů, včetně základní prevence proleženin a úpravy lůžka,
- pomáhá při podávání stravy pacientům, pomáhá při jídle ležícím nebo nepohyblivým pacientům, popřípadě je krmí
- pečuje o vyprazdňování pacientů, včetně případného provedení očistného klyzmatu
- měří tělesnou teplotu, výšku a hmotnost
- doprovází pacienty na odborná vyšetření a ošetření
- pečuje o úpravu prostředí pacientů
- podílí se na zajištění herních aktivit dětí
- provádí úpravu těla zemřelého
- podílí se na přejímání, kontrole a uložení léčivých přípravků a na manipulaci s nimi
- podílí se na přejímání, kontrole a uložení zdravotnických prostředků a prádla, na manipulaci s nimi a dále se podílí na jejich dezinfekci a sterilizaci a na zajištění jejich dostatečné zásoby
- pod přímým vedením všeobecné sestry, porodní asistentky, radiologického asistenta asistuje při určených ošetřovatelských, diagnostických nebo léčebných výkonech

## Požadavky na vzdělání
Podle § 36 zákona 96/2004 Sb. se v České republice odborná způsobilost k výkonu povolání ošetřovatele získává absolvováním akreditovaného kvalifikačního kurzu v oboru ošetřovatel, tříletého studia ukončeného závěrečnou zkouškou na střední zdravotnické škole v oboru ošetřovatel, anebo některým z dalších způsobů (včetně dočasných výjimek) uvedených v zákoně.